# فرانز واكسمان
فرانز واكسمان (بالإنجليزية: Franz Waxman)‏ (و. 1906 – 1967 م) هو ملحن، وموزع (موسيقى)، ومؤلفو موسيقى تصويرية ألماني، ولد في خوجوف، توفي في لوس أنجلوس، عن عمر يناهز 61 عاماً، بسبب سرطان.

## جوائز وترشيحات
حصل على جوائز منها:
- جائزة الأوسكار لأفضل موسيقى تصويرية
- جائزة الأوسكار لأفضل موسيقى تصويرية، عن عمل: ريبيكا

ترشح لـ:
- جائزة الأوسكار لأفضل موسيقى تصويرية، عن عمل: The Young in Heart [الإنجليزية]‏
- جائزة الأوسكار لأفضل موسيقى تصويرية دراماتيكية أو كوميدية أصلية، عن عمل: سانسيت بوليفارد
- جائزة الأوسكار لأفضل موسيقى تصويرية دراماتيكية أو كوميدية أصلية، عن عمل: Humoresque (1946 film) [الإنجليزية]‏
- جائزة الأوسكار لأفضل موسيقى تصويرية دراماتيكية أو كوميدية أصلية، عن عمل: مكان في الشمس
- جائزة الأوسكار لأفضل موسيقى تصويرية دراماتيكية أو كوميدية أصلية، عن عمل: The Silver Chalice (film) [الإنجليزية]‏
- جائزة الأوسكار لأفضل موسيقى تصويرية دراماتيكية أو كوميدية أصلية، عن عمل: قصة الراهبة
- جائزة الأوسكار لأفضل موسيقى تصويرية دراماتيكية أو كوميدية أصلية، عن عمل: Objective, Burma! [الإنجليزية]‏
- جائزة الأوسكار لأفضل موسيقى تصويرية دراماتيكية أصلية، عن عمل: دكتور جيكل ومستر هايد
- جائزة الأوسكار لأفضل موسيقى تصويرية دراماتيكية أصلية، عن عمل: الشك
- جائزة الأوسكار لأفضل موسيقى أصلية أو مقتبسة أو معالجة  [لغات أخرى]‏، عن عمل: The Young in Heart [الإنجليزية]‏
- جائزة الأوسكار لأفضل موسيقى تصويرية، عن عمل: ريبيكا
- جائزة الأوسكار لأفضل موسيقى تصويرية، عن عمل: Taras Bulba (1962 film) [الإنجليزية]‏.

## وصلات خارجية
- فرانز واكسمان على موقع IMDb (الإنجليزية)
- فرانز واكسمان على موقع الموسوعة البريطانية (الإنجليزية)
- فرانز واكسمان على موقع ألو سيني (الفرنسية)
- فرانز واكسمان على موقع ميوزك برينز (الإنجليزية)
- فرانز واكسمان على موقع تيرنر كلاسيك موفيز (الإنجليزية)
- فرانز واكسمان على موقع أول موفي (الإنجليزية)
- فرانز واكسمان على موقع قاعدة بيانات الأفلام السويدية (السويدية)
- فرانز واكسمان على موقع أول ميوزيك (الإنجليزية)
- فرانز واكسمان على موقع ديسكوغز (الإنجليزية)
- فرانز واكسمان على موقع قاعدة بيانات الفيلم (الإنجليزية)